# 大多麻流別命
大多麻流別命（おおたまるわけのみこと）は、日本神話に登場する神。玉祖連の同族とされる。『古事記』にのみ登場し、『日本書紀』には登場しない。

## 概要
『古事記』の国産み神話では伊邪那岐命・伊邪那美命夫婦の子とされ、大島の別名とされる。この大島とは周防大島（屋代島）に比定されるが、芸予諸島の大三島に比定する説もある。
大野手比売と同じく『古事記』では諾冊二神の子とされるが、系図では全く異なる系譜を伝え、玉祖連の祖である玉祖命の子とされる。大島を大多麻流別と呼ぶ理由について、大多麻流別命の子・金波佐彦命が阿岐国造の祖とされ、同じく大多麻流別命の子である玉之美良媛が大三島や周防大島を開拓した天八現津彦命の妻であることに由縁があると見る説がある。
大島郡周防大島町の大多満根神社では、大島を屋代島のこととし、大多麻流別命を大島の国霊として祀っている。